# Surakarta
Surakarta (Hanacaraka: ꦯꦸꦫꦏꦂꦠ, numit și Solo sau Sala) este un oraș din Java Centrală, Indonezia, cu o populație de peste 520.061 de locuitori (2009) și densitate de 11.811,5 loc./km2. 

## Clima
| Date climatice pentru Surakarta | Date climatice pentru Surakarta | Date climatice pentru Surakarta | Date climatice pentru Surakarta | Date climatice pentru Surakarta | Date climatice pentru Surakarta | Date climatice pentru Surakarta | Date climatice pentru Surakarta | Date climatice pentru Surakarta | Date climatice pentru Surakarta | Date climatice pentru Surakarta | Date climatice pentru Surakarta | Date climatice pentru Surakarta | Date climatice pentru Surakarta |
| Luna                            | Ian                             | Feb                             | Mar                             | Apr                             | Mai                             | Iun                             | Iul                             | Aug                             | Sep                             | Oct                             | Nov                             | Dec                             | Anual                           |
| ------------------------------- | ------------------------------- | ------------------------------- | ------------------------------- | ------------------------------- | ------------------------------- | ------------------------------- | ------------------------------- | ------------------------------- | ------------------------------- | ------------------------------- | ------------------------------- | ------------------------------- | ------------------------------- |
| Maxima medie °C (°F)            | 29 (84)                         | 29 (84)                         | 29 (85)                         | 31 (87)                         | 30 (86)                         | 30 (86)                         | 29 (85)                         | 30 (86)                         | 31 (87)                         | 31 (88)                         | 30 (86)                         | 29 (85)                         | 29,9 (85,8)                     |
| Minima medie °C (°F)            | 22 (72)                         | 22 (72)                         | 22 (72)                         | 22 (72)                         | 22 (72)                         | 21 (70)                         | 21 (69)                         | 21 (69)                         | 22 (71)                         | 22 (72)                         | 22 (72)                         | 22 (72)                         | 21,8 (71,3)                     |
| Precipitații mm (inches)        | 350 (13.78)                     | 330 (12.99)                     | 210 (8.27)                      | 210 (8.27)                      | 120 (4.72)                      | 80 (3.15)                       | 40 (1.57)                       | 20 (0.79)                       | 30 (1.18)                       | 90 (3.54)                       | 220 (8.66)                      | 340 (13.39)                     | 2.180 (85,83)                   |
| Sursă: Weatherbase              |                                 |                                 |                                 |                                 |                                 |                                 |                                 |                                 |                                 |                                 |                                 |                                 |                                 |

## Orașe înfrățite

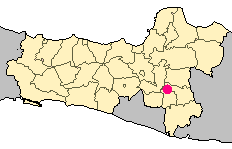
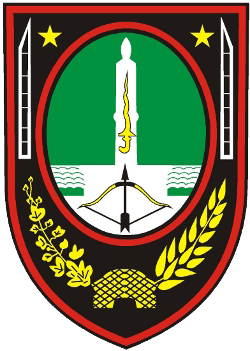

- Montana, Bulgaria.[4]
- Bilbao, Spania[5]